# Hollerstauden

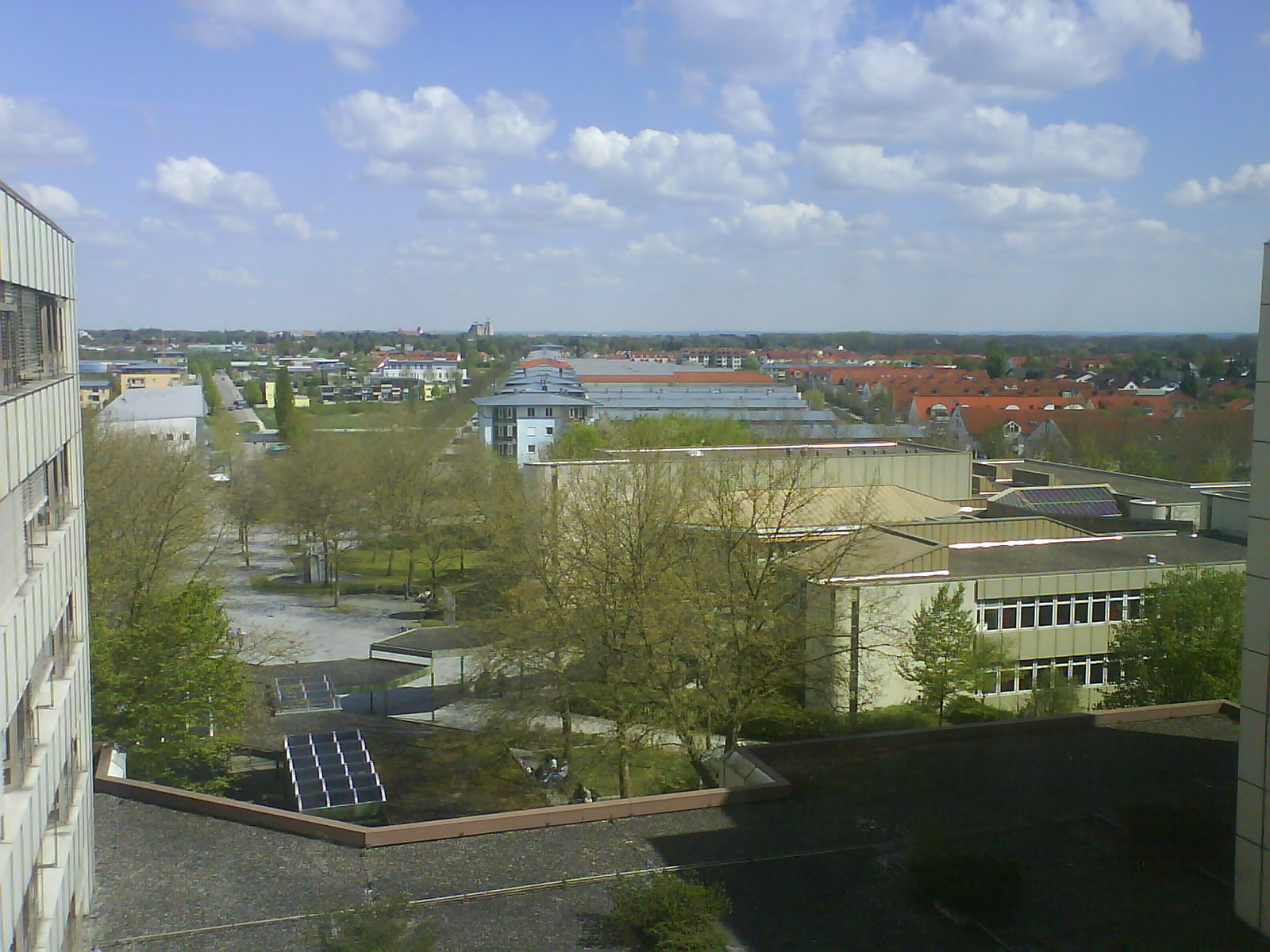
Hollerstauden vom Klinikum Ingolstadt aus gesehen.

Hollerstauden ist ein Unterbezirk Ingolstadts im Südosten des Bezirks Friedrichshofen-Hollerstauden mit etwa 3500 Einwohnern (2006). Er liegt nordwestlich des Bezirks Mitte und hat eine Fläche von ca. 0,78 km². Im Norden befinden sich Neubaugebiete, die erst in den 90er und 2000er entstanden sind. In diesem Bereich befinden sich fast ausschließlich Reihenhäuser, während es im  südlichen Teil überwiegend Einfamilienhäuser gibt. Südlich grenzt der Bezirk an die Schutter.